# 랜섬웨어

WannaCry 랜섬웨어에 감염된 모습

랜섬웨어(영어: ransomware)는 몸값을 지불할 때까지 피해자의 개인 데이터를 암호화하는 악성 소프트웨어의 한 유형이다. 컴퓨터 시스템을 감염시켜 접근을 제한하고 복호화 키를 조건으로 일종의 몸값을 요구한다. 컴퓨터로의 접근이 제한되기 때문에 이러한 제한을 해제하려면 해당 악성 프로그램을 개발한 자에게 디지털 통화 또는 암호화폐 등으로 몸값을 지불해야 한다. 이때 암호화되는 랜섬웨어가 있는 반면, 어떤 것은 시스템을 단순하게 잠그고 컴퓨터 사용자가 금전을 지불하게 만들기 위해 안내문구를 띄운다. 랜섬웨어는 몸값을 뜻하는 랜섬(ransom)과 소프트웨어(software)가 더하여진 합성어이다.
처음 러시아에서 유행하면서 랜섬웨어를 이용한 사기는 국제적으로 증가하였는데, 보안 소프트웨어 개발사 맥아피는 2013년 1분기 동안 수집한 25만 개 이상의 고유한 랜섬웨어 표본 자료를 2013년 6월 공개했고, 이는 2012년 1분기보다 두 배 많은 수치였다. 암호화 기반 랜섬웨어를 포함한 광범위한 공격은 각각 약 300만 달러와 1800만 달러의 부당이득을 취한 크립토락커와 크립토월과 같은 트로이목마를 통해 증가하기 시작했다.

## 역사

### 암호화된 랜섬웨어
최초의 랜섬웨어는 1989년에 조셉 팝이 작성한 에이즈다. 1996년 ‘아담 영’과 ‘모티 융’에 의해 공개키 암호화 방식을 사용하는 형태로 진화하였다. 제작자들은 처음엔 복호화가 가능한 RSA 알고리즘으로 암호화했지만 많은 복구, 복원 업체들이 솔루션을 만들어 대항하자 단방향 암호화 방식으로 랜섬웨어를 제작하기 시작하였다.
2013년 금품 지불을 위해 비트코인을 사용하는 CryptoLocker가 출현하고, 2014년 Synology의 NAS를 대상으로 하는 SynoLocker 등의 전파로 또다시 랜섬웨어에 의한 피해가 급증하였다. 2012년 이후 출현한 주요 랜섬웨어로는 Reveton, CryptoLocker, TorrentLocker, Cryptowall 등이 있으며, 보안 소프트웨어 기업 맥아피의 보고에 따르면 2013년 1분기에 발견된 랜섬웨어의 수는 25만 개 이상으로, 2012년 1분기에 비해 2배 이상 증가하였다.

## 주요 사례
- 리베톤
- 크립토락커
- 크립토락커F, 토렌토락커
- 크립토 월
- 퓨섭(퓨섭락커)
- 워너크라이
- 겐드 크랩
- 련선웨어

## 작동 원리

### 흐름
1. 공격 대상 파일 검색
2. 파일 암호화
  1. 고정키 암호화
  2. 다이나믹키 암호화
    1. 암호화키 생성
    2. 암호화키 서버 전달
3. 파일 이동
4. 감염 안내 및 복구 방법 메시지 출력

### 원리
암호화 알고리즘의 이용이다. 파일 데이터에 암호화 알고리즘을 이용하여 암호화하여 사용할 수 없도록 하는 것이다. 암호화 방식에는 크게 단방향, 양방향 방식이 있다. 단방향 암호화란 한 번 암호화하면 다시 복호화 할 수 없도록 하는 것이다. 양방향 암호화는 암호화한 후 복호화가 가능한 것이다.
최근에는 단순히 홈페이지를 방문만 해도 랜섬웨어에 감염되기도 한다. 일명 ‘드라이브 바이 다운로드(Drive by Download)’ 기법을 이용해서다. 드라이브 바이 다운로드는 공격자가 해당 웹사이트에서 보안이 취약한 점을 노려 악성코드를 숨기고, 이 악성코드를 사용자가 자신도 모르게 내려받아 실행해 감염되는 방식이다.

## 감염시 증상

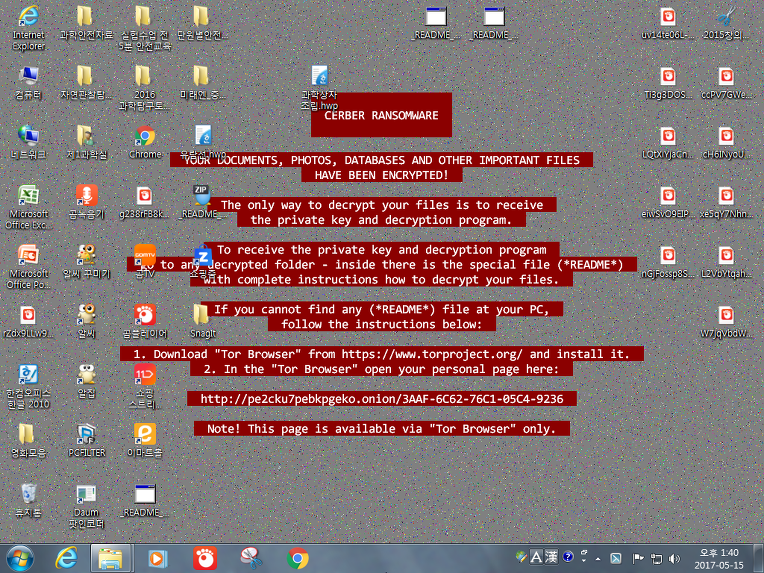
세르베르 랜섬웨어에 감염된 컴퓨터의 바탕화면이다.

- 주요 시스템 파일이 열리지 않고, 파일들의 확장명이 변경된다. (예 : 한글파일의 확장자인 @@@.hwp 가 @@@.hwp.abc 나, adfdw 등과 같은 확장자로 변경된다. 확장자가 변경된 경우 파일은 열리지 않는다, 예를 들어 사용자가 123.hwp.abc라는 파일에서. abc를 지운다 하더라도 그 파일은 이미 손상되었기 때문에 사용자가 원상태로 돌릴 수 없다.)
- CPU와 램 사용량이 급격히 증가한다.
- 백신프로그램이 강제로 종료되거나, 중지 또는 오류가 지속적으로 발생한다.
- 윈도우 복원시점을 제거한다.

## 같이 보기
- 피싱
- 암호이용활성화